# Vokalni formant
Vokalni formant predstavlja svaki od nekoliko istaknutih frekvencijskih opsega koji određuju fonetski kvalitet samoglasnika.

## Vokalni formant u pevanju
Studije frekvencijskog spektra obučenih pevača, naročito muških pevača, ukazale su na čist formant (od oko 3000 Hz) koji je odsutan u govoru ili u spektru neobučenih pevača.
Smatra se da je povezan sa jednim ili više viših rezonancija vokalnog trakta. 